# 브랑 (앵주)
브랑 (Brens)은 프랑스 오베르뉴론알프 앵주의 코뮌이다. 브랑의 주민들은 '브레냐르 / 브레냐르드' (Brégnards / Brégnardes)이라 부른다.

## 지리
벨레에서 남쪽에 위치해 있으며 서쪽으로는 로톤 숲으로, 동쪽으로는 론강으로 둘러싸여 있다. 뷔제 AOC 와인 지역에 속한 마을이기도 하다.
브랑과 경계를 접하는 코뮌은 총 다섯 개로, 북쪽으로는 벨레, 동쪽으로는 비리낭, 동남쪽으로는 라발므, 남쪽으로는 페리외, 서쪽으로는 아르부아장뷔제가 있다.

## 인구
| 연도 | 인구  | ±%    |
| ---- | ----- | ----- |
| 2005 | 842   | —     |
| 2006 | 854   | +1.4% |
| 2007 | 920   | +7.7% |
| 2008 | 993   | +7.9% |
| 2009 | 1,075 | +8.3% |
| 2010 | 1,158 | +7.7% |
| 2011 | 1,184 | +2.2% |
| 2012 | 1,215 | +2.6% |
| 2013 | 1,200 | −1.2% |
| 2014 | 1,186 | −1.2% |
| 2015 | 1,171 | −1.3% |
| 2016 | 1,169 | −0.2% |

## 같이 보기
- 앵 주의 코뮌 목록